# 白水河遗址
白水河遗址，位于中国青海省乌兰县宗隆务乡白水河村，为青海省市县级文物保护单位，公布日期为1988年6月8日，类型为古遗址。
白水河遗址的历史年代为诺木洪文化。